# Værdi (sociologi)
 For alternative betydninger, se Værdi. (Se også artikler, som begynder med Værdi) Der er for få eller ingen kildehenvisninger i denne artikel, hvilket er et problem. Du kan hjælpe ved at angive troværdige kilder til de påstande, som fremføres i artiklen.

Værdier er kulturelt bestemte opfattelser af, hvad der er værdifuldt og ønskværdigt, og hvad der ikke er det. Stabile følelser over for bestemte idealer om rigtigt og forkert, det man sætter højt og vil arbejde for. Det kan være familiesammenhold, personlig frihed, succes og tryghed. [kilde mangler]
"Værdier er karakteriseret som ”… De forestillinger, der bestemmer og motiverer vores holdninger, handlinger og vurderinger, og som vores sociale institutioner og politiske system bygger på. Alle mennesker lever deres liv på grundlag af værdier, der bliver grundlagt, på et tidligt tidspunkt af deres liv. Individer, grupper og samfund kan være forskellige i den måde, de rangordner deres værdier på, men da visse værdier er dybt indlejret i kulturen, samfundets institutioner og en fælles levevis, udgør de grundlaget for det sociale liv, det politiske samfund og staten.”
Brugen af termen "værdier" kan efterhånden siges at være noget udvandet, da den i forskellige sammenhænge kan betyde og bruges til hvad som helst. Værdi kan således referere til noget der er bestemt af normer, det ønskværdige, det rigtige osv., noget der selvfølgeligt er bestemt af den gruppering eller kultur man tilhører. Omtale af værdier kan derfor bruges som styringsinstrument i politiske, arbejdsmæssige eller sociale eller religiøse sammenhænge, hvor man ikke forsøger, at tage udgangspunkt i, om de nævnte værdier har en almen humanistisk eller nytteværdi, i en mere objektiv forstand. Brugen af ordet "værdi" indenfor virksomhedsfilosofi og den praksis i erhvervspsykologi der skabes her ud fra,og senere i den politiske debat, er især slået an de sidste femten år. Tidligere var termen, i det omfang den blev benyttet, mest anvandt i forbindelse med konkrete goder (velfærd) og social retfærdighed, samt moralske og etiske overbevisninger, ofte bundet op på nationale og religiøse forudsætninger.